# Lobby
Activitatea de lobby se referă la influențarea legitimă a deciziilor politice, prin activități de comunicare profesionist realizate, care implică experiență legislativă, tehnici discursive si abilități strategice.
Prin lobbying se înțelege activitatea unui grup (sau persoană) care încearcă să determine puterea legislativă sau executivă să adopte o poziție sau să ia o decizie care să servească interesele legitime ale respectivului grup. În plus, prin lobbying (activitatea de lobby), factorii decizionali -parlamentarii, reprezentanții administrației publice centrale și locale etc. - pot beneficia, prin intermediul acestor grupuri, de experiența unor specialiști în diferite domenii. Dintr-un alt punct de vedere, lobbying-ul constituie un mecanism prin care se menține legătura dintre alegători și aleșii lor, pe durata mandatului acestora din urmă..
În România este foarte persistentă confuzia între trafic de influență și lobby, mulți oameni considerându-le sinonime. O declarație făcută de președintele Traian Băsescu într-o conferință de presă a depreciat și mai mult acest tip de activitate, atunci când șeful statului a acuzat grupurile de interese că subordoneaza mediul politic. Ulterior a revenit asupra declarației, precizând că există și grupuri legitime de interese.

## Activitatea de lobby după țară

### Statele Unite
În Statele Unite, reglementările Agenției guvernamentale de finanțe (Internal Revenue Service) fac distincția între lobbying și advocacy: lobbyingul se referă strict la acțiunea de a-i influența pe responsabilii de politicile publice pentru a adopta o poziție în ceea ce privește un anumit segment de legislație, în timp ce advocacy se referă la orice demers pe care o persoană sau o organizație îl ia pentru a influența politicile publice (proteste, amicus curiae, mese rotunde, conferințe de presă). În SUA, activitatea de lobby este protejată de primul amendament al Constituției Statelor Unite ale Americii prin dreptul la petiție.
De-a lungul istoriei, însăși definiția termenului de lobby a fost subiectul mai multor interpretări sau dispute. De exemplu, în 1953, într-un proces judiciar referitor la o rezoluție a Congresului care autoriza un comitet să investigheze „toate activitățile de lobby menite să influențeze, încurajeze, promoveze sau întârzie procesul legislativ”, Curtea Supremă a Statelor Unite a oferit o definiție îngustă a termenului, considerând „activități de lobby”, doar formele de lobbying direct („interpelări făcute Congresului, membrilor sau comisiilor sale”), refuzând să ofere o definiție cu un grad mai mare de specificitate pentru a nu ieși de sub jurisdicția primului Amedament. Chiar dacă exista un act normativ pe acest domeniu încă din 1946 (Federal Regulation of Lobbying Act), adevărata reglementare a lobbyingului a venit în 1995 cu Lobbying Disclosure Act, care obliga la o mai multă trasparență asupra acestui proces, dar venea și cu o definiție mai precisă a actului de a face lobby. Astfel, legea adoptată în 1995 de cel de-al 104-lea Congres al Statelor Unite definea lobbyingul ca fiind comunicarea orală sau scrisă (inclusiv electronică), adresată oricărei persoane oficiale din ramurile executivă sau legislativă, făcută în numele unui client, având următoarele scopuri: 
- formularea, modificarea sau adoptarea unei anumite legislații federale (regulament federal, ordin executiv, poziție a guvernului).
- negocieri, premieri, împrumuturi cu scopul executării unui program sau a unei politici federale
- nominalizarea sau confirmarea unei persoane într-o poziție care necesită confirmarea de către Senat.

### Uniunea Europeană
În Uniunea Europeană, peste 30.000 de specialiști își desfășoară activitatea în acest domeniu, legiferat însă în doar șapte țări (Franța, Marea Britanie, Slovenia, Ungaria, Lituania, Polonia și Austria).

#### Registrul de transparență
Având în vedere că importanța și influența Parlamentului European sunt în creștere, în special datorită ultimului Tratat privind Uniunea Europeană (TUE) și Tratatului privind funcționarea Uniunii Europene (TFUE), este mai important decât oricând să se garanteze că Parlamentul reprezintă interesele cetățenilor europeni într-o manieră complet deschisă și transparentă. 
Reprezentanții de interes (lobby) înregistrați la șfârșitul anului 2018 s-au ridicat la 11901. Eliberate au fost peste 8000 de legitimații cu acces nelimitat la Parlamentul Europei.
Reprezentantii UE se folosesc de experiența și specializarea acestor persoane pentru a lua decizii in domenii  de multe ori necunoscute lor in detalii. 

### România
În iunie 2010 a fost înființată Asociația Registrul Român de Lobby (ARRL), cu scopul de a contribui la popularizarea și promovarea activității de lobby.
ARRL funcționează ca persoană juridică, de drept privat, cu caracter nonprofit.
În aprilie 2011, în asociație erau înscrise opt companii.

### Austria
Echilibrul intereselor politice in Austria se desfășoara în primul rând la nivelul parteneriatului social. Din aceste motive camera angajaților, a industriei și a agriculturii (reprezentanța angajatului, a angajatorului și a țaranului ca membrii obligați in camera) și uniunea sindicatelor sunt reprezentanții principali ai intereselor. Puterea lor este semnificativă pentru parlamentarismul din Austria. Deciziile au fost și sunt luate la nivelul parteneriatului social atât la nivelul  legislativului regional cât si pe țară. Odata cu aderarea Austriei la Uniunea Europeană, cu liberalizarea, privatizarea și cu extinderea Uniunii Europene se schimbă și provocarile la care sunt supuse companiile si managementul lor privind reprezentarea si impunerea intereselor acestora.